# ОШ „Свети Сава” Дубраве
ОШ „Свети Сава” је основна школа на подручју града Градишке. Налази се на адреси Дубраве бб у Дубрави. Име је добила по Светом Сави, српском принцу, монаху, игуману манастира Студенице, књижевнику, дипломати и првом архиепископу аутокефалне Српске православне цркве.

## Историјат
Њено школско подручје чине села: Горња Долина, Доња Долина, Дубраве, Ламинци Брезици, Ламинци Дубраве, Ламинци Јаружани, Ламинци Сређани, Лисковац, Ново Село, Ровине и Чикуле. Иницијативу за изградњу школе у некадашњим Дубравама Турским покренули су мјештани 1929. године. Хусо Хатић, богати домаћин из овог села, поклонио је 7,5 дунума земље за школу. Изградња је трајала до 1934, када је уписано 69 одраслих ученика, док су млађи уписани тек наредне школске
године. Исте године добила је назив "Школа витешког краља Александра I Ујединитеља". Није радила за вријеме Другог свјетског рата, али је
1942. наставу за ученике трећег и четвртог разреда у свом стану организовао Ибрахим Диздаревић. Обновила је рад 1945. и имала је тада око 200 ученика. Исте године отворена је школа у Ламинцима Брезицима, коју су похађала 132 ученика. Школа у Дубравама је 1963/1964. прерасла у осмогодишњу, а од марта 1964. носила је име ОШ "Братство-јединство". Од шездесетих до деведесетих година школу је похађало просјечно 1.000- 1.300 ученика. Од 1991. школа се зове ОШ "Свети Сава". Школске 2007/2008. похађало ју је 559 ученика, од тога 199 у подручним школама, а 2015/2016. имала је 416 ученика, 41 наставника и по једног вјероучитеља православне и исламске вјеронауке. У њеном саставу радила је деветогодишња подручна школа у селу Ламинци Сређани (отворена 1884) и петогодишња у Новом Селу (1959). Раније су у саставу школе у Новом Селу биле још три четворогодишње школе, које су због малог броја ученика угашене: Доња Долина (отворена 1906, угашена 1992), Ламинци Брезици (1945, угашена 1962) и Ламинци Дубраве (1955, угашена 1993). Поред библиотеке са око 14.000 књига, централна школа има спортску салу и спортске терене.